# Simon Pouplin
Simon Pouplin (Cholet, 28 maggio 1985) è un ex calciatore francese, di ruolo portiere.

## Carriera

### Club

#### Rennes
Inizia la sua carriera da professionista con la maglia del Rennes come secondo di Petr Čech. Con i rossoneri centra due quarti posti nel 2005 e nel 2007 (pareggiando la miglior posizione mai raggiunta dal club nel massimo campionato francese). Esordisce il 27 marzo 2004 nella vittoria per 3-0 contro lo Strasburgo allo Stadio della Meinau. Solo nella stagione 2006-2007 riesce ad ottenere il ruolo di portiere titolare, concludendo con 38 presenze in campionato.

#### Friburgo
Nel 2008 diventa un giocatore del Friburgo che lo riscatta per 400.000 euro. Nella stagione 2008-2009 di 2. Fußball-Bundesliga insieme ai compagni guadagna il 1º posto e la promozione in Bundesliga, quattro anni dopo l'ultima apparizione. Nel giugno 2011, finito il contratto con i tedeschi, rimane svincolato.

#### Sochaux e Nizza
Dopo un anno di inattività, il Sochaux decide di offrirgli un contratto nel luglio del 2012. Durante la prima stagione gioca come titolare per un totale di 34 presenze in campionato ed 1 in Coupe de la Ligue. Nel 2014 passa al Nizza come terzo portiere firmando un triennale. Gioca la prima da titolare con la maglia nizzarda nel dicembre successivo, nella partita contro il Caen, vinta per 3-2.

### Nazionale
Ha fatto parte della selezione Under-21 francese che ha raggiunto il 3º posto agli Europei di categoria del 2006. Conta in totale una sola presenza.

## Palmarès

### Club

#### Competizioni nazionali
- Campionato tedesco di seconda divisione: 1

Friburgo: 2008-2009